# Briandův plán
Briandův plán je označení návrhu francouzského politika Aristida Brianda na spojení evropských států. Návrh byl postupně přednesen a projednáván na půdě Společnosti národů mezi roky 1929 a 1932.
K přesvědčení o sblížení evropských států Briand dospěl podle svých slov pod dojmem první světové války. V únoru 1925 o něm poprvé promluvil ve francouzském parlamentu a použil v něm pojem Spojené státy evropské. Protože byl přesvědčen, že nutnou podmínkou úspěchu plánu je sblížení Francie a Německa, zahájil v tomtéž roce jednání s německým ministrem zahraničí Gustavem Stresemannem.
Když dosáhl předběžného souhlasu od něj i podporu ve Francii, vystoupil se svým plánem veřejně v květnu 1929 v Radě Společnosti národů, několik týdnů poté k tématu uspořádal velkou tiskovou konferenci, hlavní projev pak přednesl na plenárním zasedání Společnosti národů v září 1929. Briand v proslovu přednesl záměr vytvoření federativního svazku evropských států, avšak konkrétní podobu onoho uspořádání nepředložil. Tak vytvoření společenství se mělo zaměřit zejména na oblast hospodářskou jakožto nejnaléhavější problém. Navzdory zvolené federalistické terminologii se v projevu hovořilo o zachování suverenity států, které by k takovému svazku přistoupily.
Podle projevu před Radou Společnosti národů se prvním krokem mělo stát vytvoření celní unie mezi Velkou Británií, Francií a Německem, ke které by se postupně připojily ostatní evropské státy a tím by se otevřel prostor k dalšímu politickému a hospodářskému sbližování. Měla být zřízena jakási blíže neurčená institucionální základna, v níž by se diskutovalo nad jednotlivými zájmy států a která by byla vybavena mechanizmem zajišťujícím dosahování efektivních rozhodnutí.
Reakce evropských politických kruhů a veřejnosti na Briandův návrh byly spíš zdrženlivé a pochybovačné, plán byl napadán jako odtržený od reality příliš rozdílných zájmů evropských států, jako přenášení amerických modelů do evropských poměrů, na které se nehodily, bylo mu vytýkáno, že u ostatních států bude vnímán jako snaha zatáhnout je do ekonomického područí Francie a podobně. Ostře nepřátelsky se proti Briandovu plánu postavil Sovětský svaz, který jej označil za spiknutí proti sobě. V rozpravě po zářijovém Briandově projevu se nicméně všichni zástupci evropských států shodli na tom, aby Briand svůj návrh konkretizoval ve zvláštním memorandu.
V této době se však začala zhoršovat politická situace v Evropě: finanční propad ve Spojených státech vyvolal hospodářskou krizi, na kterou evropské státy zareagovaly příklonem k vlastním zájmům a uzavřením se před svým okolím a jejímž důsledkem byl nárůst extremistických nálad zejména v Německu, v menší míře též ve Francii.
Kritika Briandova plánu mezitím pokračovala a ještě zesilovala a pod jejím vlivem Briand připravované memorandum stále upravoval do čím dál kompromisnější a přijatelnější podoby. Nakonec jej zveřejnil v květnu 1930 jako Memorandum o organizaci režimu evropské federální unie. V textu memoranda se užívají pojmy Evropská unie a Evropské společenství a navzdory používání pojmu federace měly být Spojené státy evropské konfederací, která nikterak nebude narušovat suverenitu členských států. Stálým řídícím orgánem měla být Evropská konference složená ze zástupců všech evropských států, výkonným orgánem měl být Politický výbor a pro každodenní administrativu byl určen Sekretariát. Kompetence Spojených států evropských byla vymezena pro oblasti hospodářství, veřejných prací, dopravy a tranzitu, financí, zdravotnictví, kultury, meziparlamentních vztahů a správy. Oproti dřívějším Briandovým návrhům šlo o ústup, jak v politické oblasti (unie neměla být samostatným subjektem, ale měla být součástí Společnosti národů), tak v oblasti ekonomické (celní unie byla z návrhu vypuštěna). Memorandum záměrně dávalo prostor k různým výkladům, aby je samy evropské státy dopracovaly do závazného dokumentu.
Memorandum bylo předáno dvaceti sedmi vládám evropských států, které byly členy Společnosti národů (všechny kromě Islandu a Sovětského svazu), a ty měly do srpna téhož roku poskytnou své písemné stanovisko k němu; tato stanoviska se měla stát podkladem pro diskusi na dalším plenárním zasedání Společnosti národů. Výhrady vlád byly různorodé, týkaly se například nedořešeného vztahu evropské unie ke Společnosti národů, obav o státní suverenitu, malý důraz na hospodářské otázky, nezohlednění mimoevropských zájmů a závazků evropských států. Většina malých a středních států nicméně byla ochotna o návrhu dále jednat, z velkých států největší výhrady projevovaly Británie, Itálie a Německo.
V září 1930 se v Ženevě sešla konference zástupců evropských vlád a Briand na ní referoval o zaslaných stanoviscích. Británie navrhla úplně plán stáhnout z jednání Společnosti národů a následná diskuse nebyla schopna dospět ke společnému závěru. Návrh byl tedy postoupen nově vytvořené zvláštní komisi Spojených národů, jejímž předsedou se stal Briand. Bylo však zřejmé, že zájem o plán ochládá úměrně zhoršujícím se hospodářským a politickým poměrům v Evropě, vážnou ránu mu zasadilo zejména vítězství nacistů v zářijových německých volbách 1930 a úmrtí samotného Aristida Brianda v březnu 1932. Poté se práce komise vytratila do ztracena.
Briandův plán sám o sobě byl neúspěšný, neboť přišel v době nepříznivých okolností a evropská veřejnost ještě ani nebyla na myšlenku sjednocení Evropy připravena. Přesto však má velký význam pro další vývoj: poprvé ve 20. století šlo o návrh, který přednesl politik významné evropské země, a kterým se poprvé vážně musely zabývat evropské vlády. Zároveň se stal i věcí veřejnou, jak se opakovaně probíral v tisku, a tím, že pronikl do širšího povědomí, zapůsobil na evropské myšlení. Díky tomu se myšlenka spolupracující a sjednocující se Evropy posunula blíže svému možnému uskutečnění.